# Nucet
Nucet (ungarisch Diófás) ist eine Kleinstadt im Kreis Bihor in Rumänien. Der Name bedeutet übersetzt „Walnuss-Baum“.
Die Stadt ist die kleinste Stadt im Kreis Bihor und eine der kleinsten Rumäniens.

## Geographische Lage

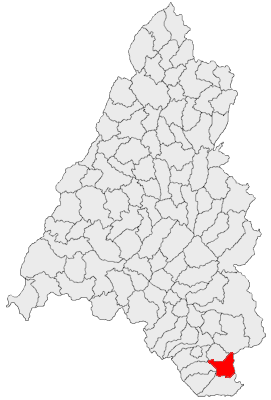
Lage von Nucet im Kreis Bihor

Nucet liegt im historischen Kreischgebiet in der gleichnamigen Senke zwischen dem Codru-Moma-Gebirge (Munții Codru-Moma) im Westen und dem Bihor-Gebirge im Osten. Mit den zwei Gemarkungen Băița (ungarisch Rézbánya) und Băița-Plai sowie dem Ferienort Vârtop (Lage) an der Grenze zum Kreis Alba gelegen, umfasst die Kleinstadt eine Gesamtfläche von 41,11 km², was 0,54 % des Kreises Bihor entspricht. Am Fluss Crișul Băiței – ein Quellfluss des Crișul Negru (Schwarze Kreisch) – und am Drum național 75 befindet sich die Kleinstadt 12 Kilometer südöstlich von Ștei, etwa 30 Kilometer von Beiuș und etwa 90 Kilometer von der Kreishauptstadt Oradea entfernt.
Aufgrund der geographischen Lage profitiert die Region von einem gemäßigten kontinentalen Klima mit vier ausgeprägten Jahreszeiten: Ein warmer Sommer, ein Herbst mit fallenden Temperaturen, ein kalter Winter und ein Frühling mit allmählich steigenden Temperaturen. Niederschläge sind reichlich vorhanden und extreme Temperaturen liegen um −25 °C bis +36 °C.

## Geschichte

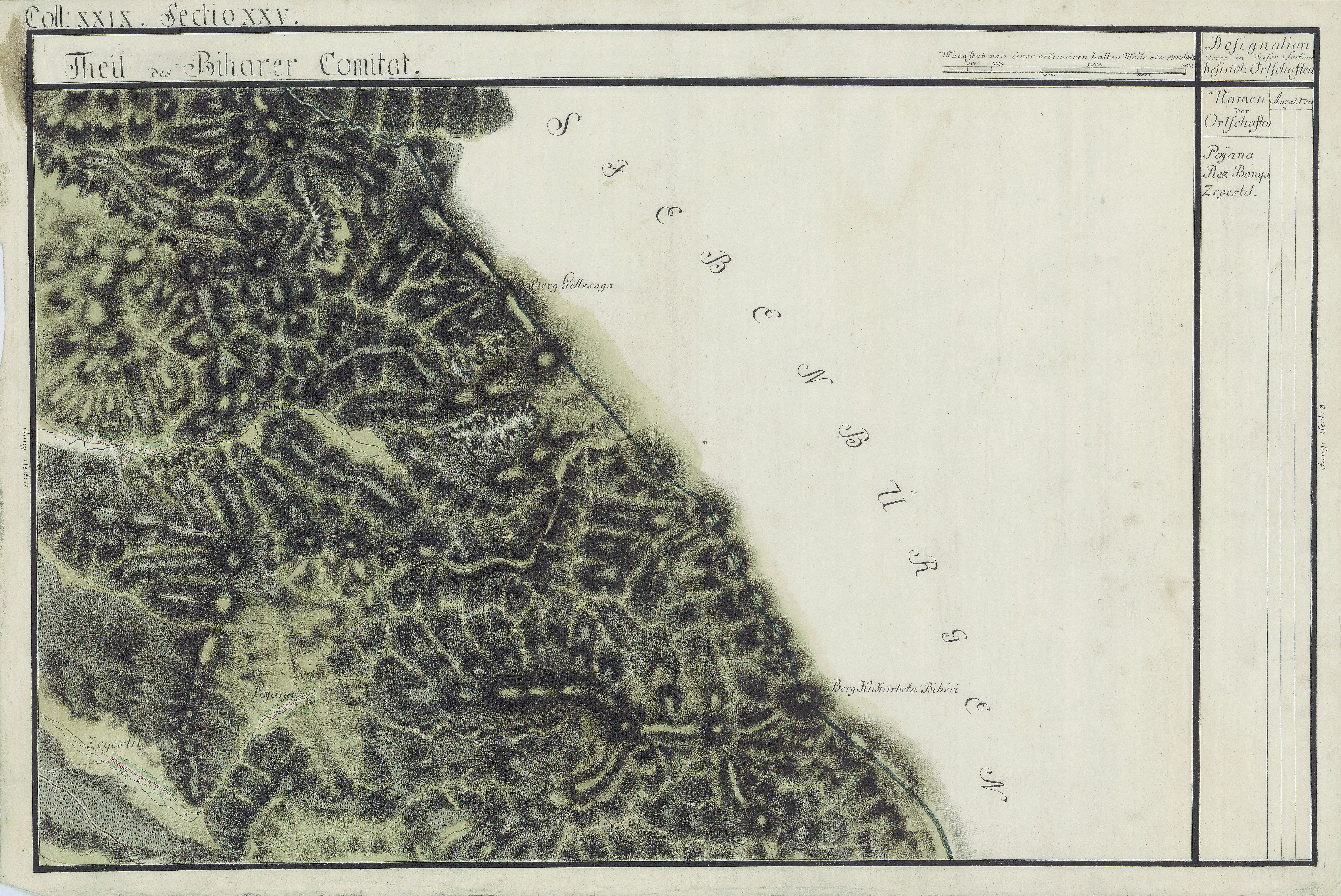
Băița (Resz Banija) als es Nucet noch nicht gab, in der Josephinischen Landaufnahme von 1782 bis 1785.

Die Ortschaft entstand erst nach dem Zweiten Weltkrieg als Siedlung für Bergarbeiter, nachdem im nahegelegenen Bihorgebirge Uranabbaugebiete erschlossen wurden. Die Stadt Nucet hat daher eine sehr junge Geschichte. Die erste offizielle Dokumentbescheinigung stammt vom 2. Februar 1956.
Zudem ist die Geschichte von Băița viel älter. Seit 1270 werden in der Umgebung Bodenschätze abgebaut.
Nach dem Einstellen des Uranabbaus ging die Bevölkerungszahl wieder deutlich zurück.
In Nucet stehen zahlreiche Walnussbäumen, woher die Bezeichnung des Ortes wohl hergeleitet wurde.

## Bevölkerung
Nach Angaben der Volkszählung von 2011 beträgt die Einwohnerzahl von Nucet 2148 Einwohner. Die meisten Einwohner sind Rumänen (88,5 %). Wichtige Minderheiten sind Roma (3,7 %) und Ungarn (3,42 %). Für 3,93 % der Bevölkerung ist die ethnische Zugehörigkeit unbekannt.
Aus konfessioneller Sicht sind die meisten Einwohner Orthodoxe (81,39 %). Zudem gibt es auch Pfingstler (5,22 %), Griechisch-katholische (2,96 %), Katholiken (2,26 %) und Reformierte (1,11 %). Für 6,1 % der Bevölkerung von Nucet ist die konfessionelle Mitgliedschaft unbekannt.
Die Eröffnung des Bergbaubetriebs im Jahr 1956 verursachte eine demographische Explosion. In wenigen Jahren wuchs die Bevölkerung der Stadt von 631 Einwohnern (1948) auf 9.879 Einwohner (1956). In den 1960er Jahren lebten in Nucet etwa 5600 Einwohner. Durch die Einstellung des Uranabbaus kam es später zu einer Verkleinerung der Bevölkerung, die im Jahr 2012 die Zahl von 2.399 Einwohnern erreicht.
| Jahr      | 1948 | 1956  | 1966  | 1977  | 1992  | 2002  | 2009  | 2011  | 2021  |
| --------- | ---- | ----- | ----- | ----- | ----- | ----- | ----- | ----- | ----- |
| Einwohner | 0631 | 9.879 | 2.768 | 2.345 | 2.531 | 2.851 | 2.493 | 2.148 | 1.987 |

## Sehenswürdigkeiten
- Casa de Cultura Ion Davideanu (Kulturhaus)
- Stadtpark
- Rathaus
- Pfingstkirche Harul
- Schwimmbad

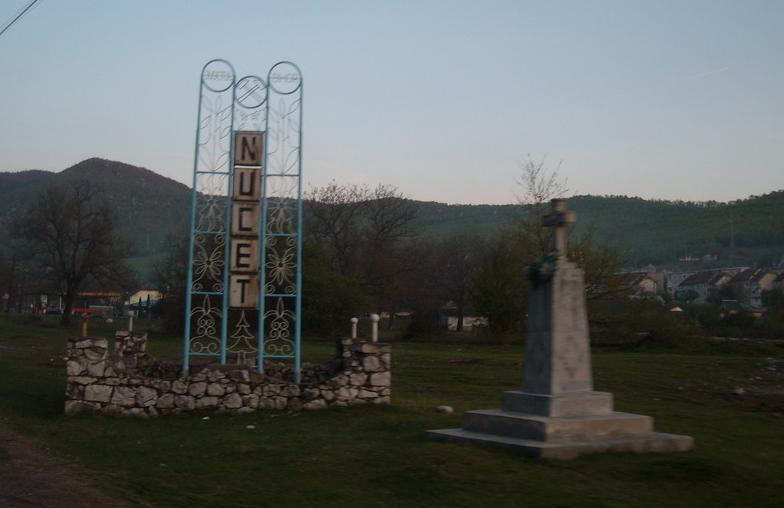
Willkommensschild und Denkmal an der westlichen Ortseinfahrt
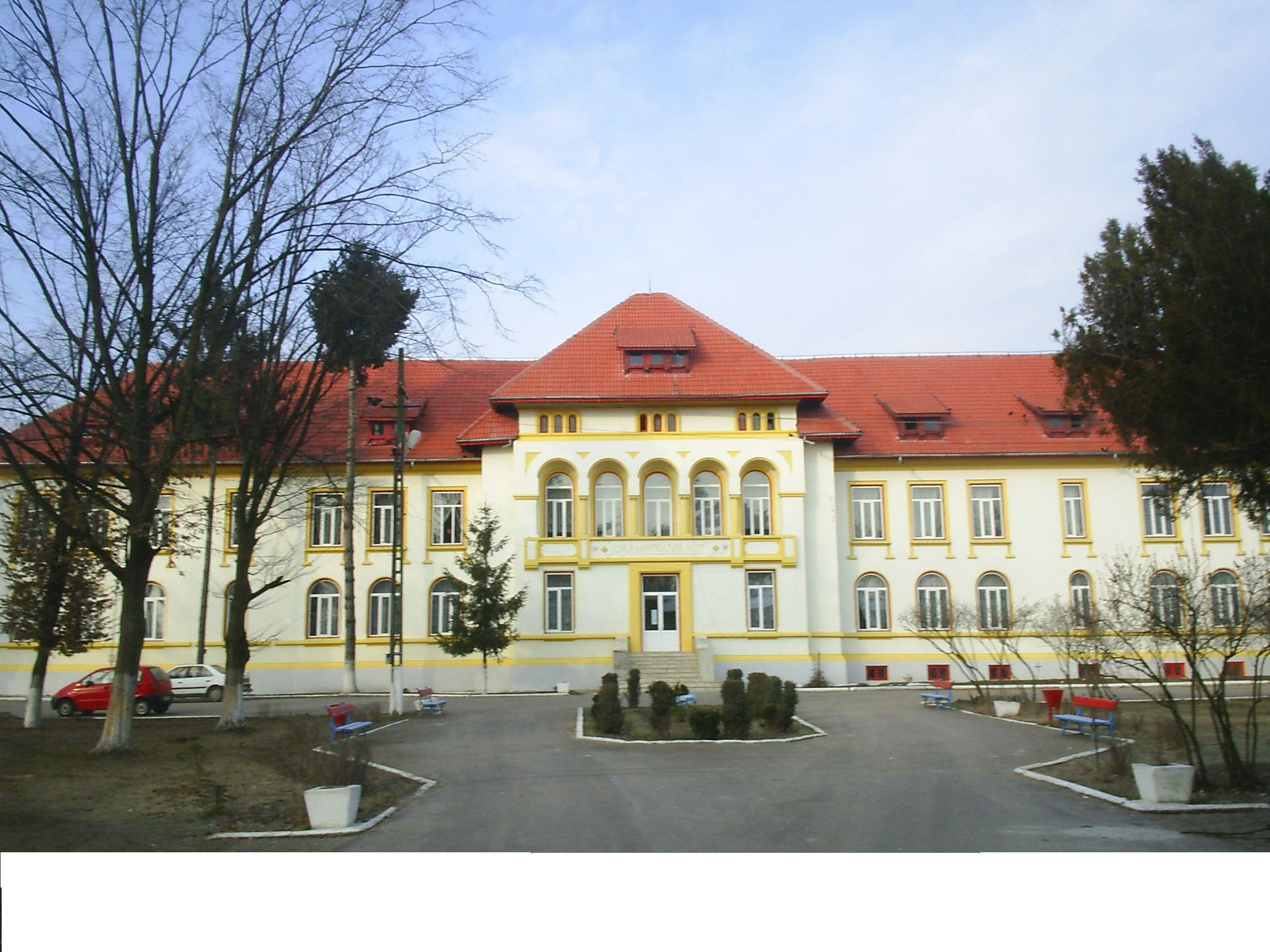
Gymnasium
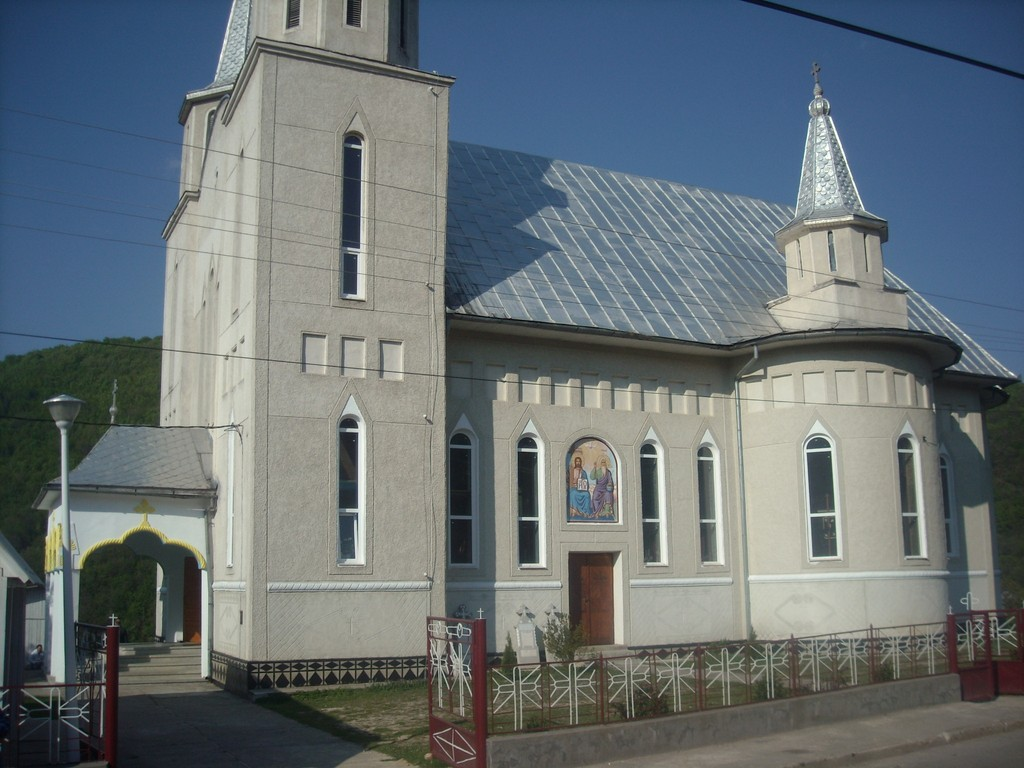
Orthodoxe Kirche

## Persönlichkeiten
- Ion Davideanu (1938–2010), rumänischer Dichter und Mitglied des Schriftstellerverbandes Rumäniens (Uniunea Scriitorilor din România)[6] geboren in Cărăsău, war bis 1990 Apotheker in Nucet.[7]